# NGC 6773
NGC 6773 је група звезда у сазвежђу Орао која се налази на NGC листи објеката дубоког неба.
Деклинација објекта је + 4° 51' 24" а ректасцензија 19h 15m 8,0s. Привидна величина (магнитуда) објекта NGC 6773 износи 12,7.